# Scolecithricella minor
Scolecithricella minor är en kräftdjursart som först beskrevs av Brady 1883. Enligt Catalogue of Life ingår Scolecithricella minor i släktet Scolecithricella och familjen Scolecitrichidae, men enligt Dyntaxa är tillhörigheten istället släktet Scolecithricella och familjen Scolecithricidae. Arten är reproducerande i Sverige. Inga underarter finns listade i Catalogue of Life.